# Olympische Sommerspiele 2004/Leichtathletik – Diskuswurf (Männer)
Der Diskuswurf der Männer bei den Olympischen Spielen 2004 in Athen wurde am 21. und 23. August 2004 im Olympiastadion Athen ausgetragen. 39 Athleten nahmen teil.
Olympiasieger wurde Virgilijus Alekna aus Litauen. Er gewann vor dem Ungarn Zoltán Kővágó und dem Esten Aleksander Tammert.
Mit Lars Riedel, Torsten Schmidt und Michael Möllenbeck gingen drei deutsche Teilnehmer an den Start. Riedel sowie Schmidt erreichten das Finale und belegten dort die Ränge sieben und neun. Möllenbeck schied in der Qualifikation aus.

Athleten aus der Schweiz, Österreich und Liechtenstein waren nicht unter den Teilnehmern.

## Aktuelle Titelträger
| Olympiasieger 2000                      | Virgilijus Alekna ( Litauen)    | 69,30 m | Sydney 2000        |
| Weltmeister 2003                        | Virgilijus Alekna ( Litauen)    | 69,69 m | Paris 2003         |
| Europameister 2002                      | Róbert Fazekas ( Ungarn)        | 68,83 m | München 2002       |
| Panamerikanischer Meister 2003          | Jason Tunks ( Kanada)           | 63,70 m | Santo Domingo 2003 |
| Zentralamerika und Karibik-Meister 2003 | Yania Ferrales ( Kuba)          | 59,07 m | St. George’s 2003  |
| Südamerika-Meister 2003                 | Marcelo Pugliese ( Argentinien) | 57,44 m | Barquisimeto 2003  |
| Asienmeister 2003                       | Wu Tao ( Volksrepublik China)   | 61,43 m | Manila 2003        |
| Afrikameister 2004                      | Frantz Kruger ( Südafrika)      | 63,85 m | Brazzaville 2004   |
| Ozeanienmeister 2002                    | Chris Mene ( Samoa)             | 50,52 m | Christchurch 2002  |

## Rekorde

### Bestehende Rekorde
| Weltrekord         | 74,08 m | Jürgen Schult ( DDR)       | Neubrandenburg, Deutschland | 6. Juni 1986  |
| Olympischer Rekord | 69,40 m | Lars Riedel ( Deutschland) | Finale OS Atlanta, USA      | 31. Juli 1996 |

### Rekordverbesserung
Olympiasieger Virgilijus Alekna aus Litauen verbesserte den bestehenden olympischen Rekord im Finale am 23. August um 49 Zentimeter auf 69,89 m. Zum Weltrekord fehlten ihm 4,19 m.

## Doping
Ursprünglich hatte der Ungar Róbert Fazekas nach dem Finale mit einer Weite von 70,93 m vorne gelegen und galt für kurze Zeit als Olympiasieger. Anschließend verbrachte er viele Stunden bei seiner Dopingprobe und ihm gelang es trotz großer Mengen von Flüssigkeiten, die er zu sich nahm, die Urinprobe nicht zu ermöglichen. Die zuständigen Kontrolleure verhinderten derweil, dass Fazekas eine sorgfältig vorbereitete Betrugsmasche mittels eines in seinem Genitalbereich angebrachten Plastiksacks mit Fremdurin in Gang setzen konnte.
Benachteiligt wurden in erster Linie zwei Werfer:
- Mariano Pestano, Spanien – Ihm wurde die Teilnahme am Finale genommen, für das er sich über seine Weite eigentlich qualifiziert hatte.
- Hannes Hopley, Südafrika – Ihm hätten drei weitere Versuche im Finale der besten acht Werfer zugestanden.

## Legende
Kurze Übersicht zur Bedeutung der Symbolik – so üblicherweise auch in sonstigen Veröffentlichungen verwendet:
| – | verzichtet |
| x | ungültig   |

Anmerkungen:
- Alle Zeitangaben sind auf Ortszeit Athen (UTC+2) bezogen.
- Alle Weiten sind in Metern (m) angegeben.

## Qualifikation
21. August 2004, 10:45 Uhr
Die Qualifikation wurde in zwei Gruppen durchgeführt. Zwei Teilnehmer (hellblau unterlegt) übertrafen die direkte Finalqualifikationsweite von 64,50 m. Damit war die Mindestanzahl von zwölf Finalteilnehmern nicht erreicht. So wurde das Finalfeld mit zehn weiteren Wettbewerbern (hellgrün unterlegt) aus beiden Gruppen nach den nächstbesten Weiten aufgefüllt und für die Teilnahme am Finale waren schließlich 61,91 m zu erbringen.

### Gruppe A

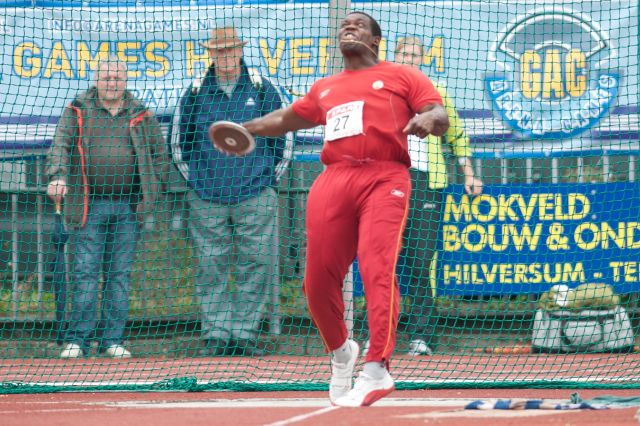
Frank Casañas – ausgeschieden mit 60,60 m
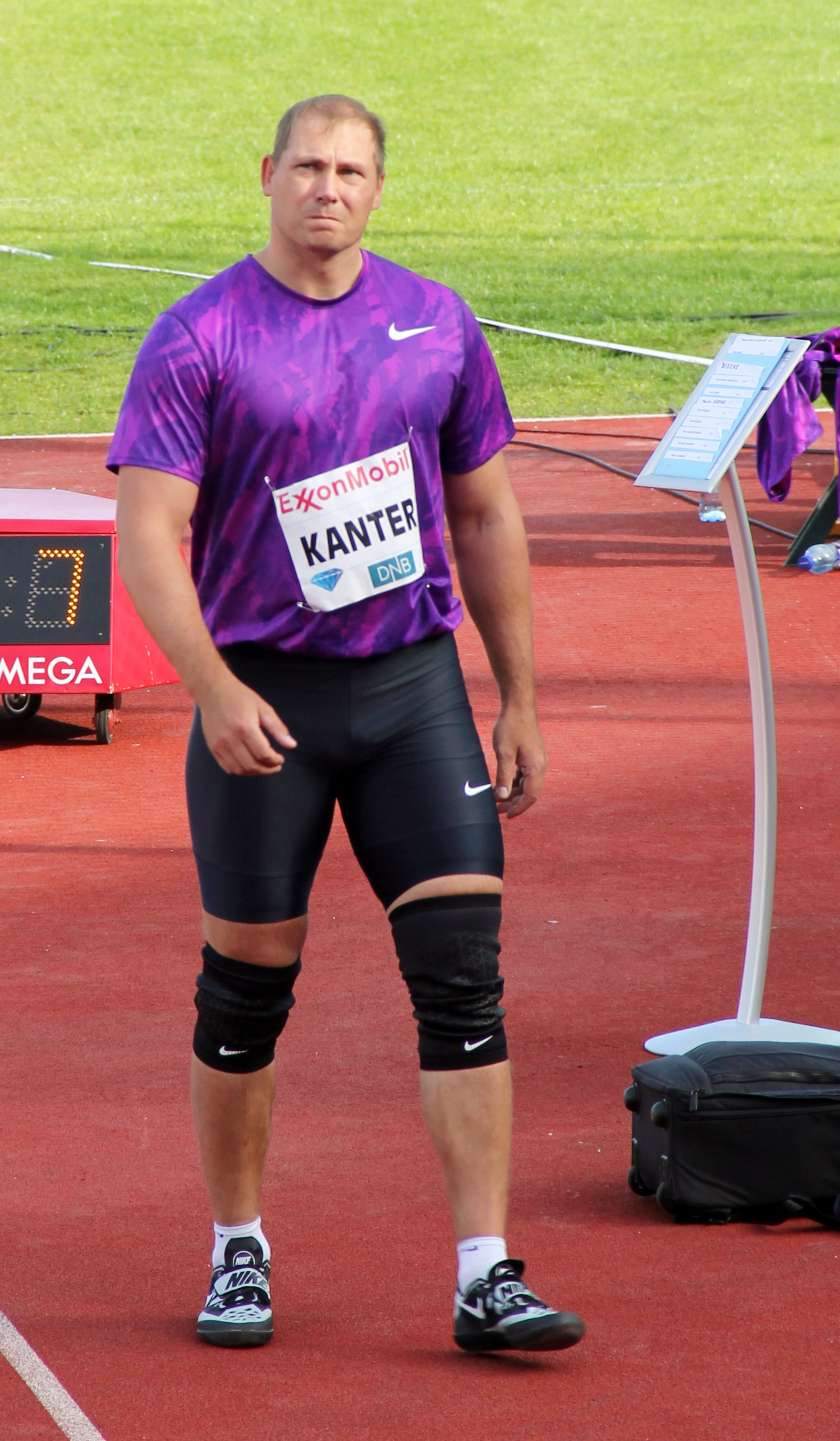
Gerd Kanter – ausgeschieden mit 60,05 m

| Platz | Name                 | Nation         | 1. Versuch | 2. Versuch | 3. Versuch | Weite |
| ----- | -------------------- | -------------- | ---------- | ---------- | ---------- | ----- |
| 1     | Virgilijus Alekna    | Litauen        | x          | 63,80      | 67,79      | 67,79 |
| 2     | Aleksander Tammert   | Estland        | 65,70      | –          | –          | 65,70 |
| 3     | Hannes Hopley        | Südafrika      | 62,71      | 62,50      | 63,89      | 63,89 |
| 4     | Gabor Mate           | Ungarn         | 57,40      | 62,43      | 63,41      | 63,41 |
| 5     | Torsten Schmidt      | Deutschland    | 56,86      | 60,63      | 63,40      | 63,40 |
| 6     | Libor Malina         | Tschechien     | 60,54      | x          | 62,12      | 62,12 |
| 7     | Jarred Rome          | USA            | 59,35      | x          | 61,55      | 61,55 |
| 8     | Jason Tunks          | Kanada         | 61,21      | 60,02      | 60,34      | 61,21 |
| 9     | Frank Casañas        | Kuba           | 60,60      | 60,15      | 57,27      | 60,60 |
| 10    | Gerd Kanter          | Estland        | x          | 60,05      | x          | 60,05 |
| 11    | Ian Waltz            | USA            | 58,97      | 58,55      | 57,52      | 58,97 |
| 12    | Emeka Udechuku       | Großbritannien | x          | 58,41      | 55,79      | 58,41 |
| 13    | Leonid Tscherewko    | Belarus        | 57,98      | x          | 57,89      | 57,98 |
| 14    | Marcelo Pugliese     | Argentinien    | x          | 56,06      | 54,45      | 56,06 |
| 15    | Vadim Hranovschi     | Moldau         | 53,77      | 52,30      | 55,64      | 55,64 |
| 16    | Dragan Mustapić      | Kroatien       | 54,66      | x          | x          | 54,66 |
| 17    | Jaroslav Žitňanský   | Slowakei       | 53,30      | x          | 51,87      | 53,30 |
| NM    | Anil Kumar           | Indien         | x          | x          | x          | ogV   |
| NM    | Dmitri Schewtschenko | Russland       | x          | x          | x          | ogV   |

### Gruppe B
| Platz | Name                      | Nation              | 1. Versuch | 2. Versuch | 3. Versuch | Weite | Anmerkung                              |
| ----- | ------------------------- | ------------------- | ---------- | ---------- | ---------- | ----- | -------------------------------------- |
| 1     | Lars Riedel               | Deutschland         | 64,20      | –          | –          | 64,20 |                                        |
| 2     | Casey Malone              | USA                 | 59,99      | 63,27      | 61,83      | 63,27 |                                        |
| 3     | Wassil Kapzjuch           | Belarus             | 63,04      | x          | 62,93      | 63,04 |                                        |
| 4     | Frantz Kruger             | Südafrika           | 62,32      | 60,91      | x          | 62,32 |                                        |
| 5     | Zoltán Kővágó             | Ungarn              | x          | 61,91      | 60,77      | 61,91 |                                        |
| 6     | Mariano Pestano           | Spanien             | x          | x          | 61,69      | 61,69 | eigentlich für das Finale qualifiziert |
| 7     | Vikas Shive Gowda         | Indien              | 61,35      | 61,39      | 59,87      | 61,39 |                                        |
| 8     | Rutger Smith              | Niederlande         | x          | 61,11      | x          | 61,11 |                                        |
| 9     | Wu Tao                    | Volksrepublik China | 48,96      | x          | 60,60      | 60,60 |                                        |
| 10    | Michael Möllenbeck        | Deutschland         | 56,42      | 59,79      | x          | 59,79 |                                        |
| 11    | Savvas Panavoglou         | Griechenland        | 57,26      | 58,47      | 57,62      | 58,47 |                                        |
| 12    | Aljaksandr Malaschewitsch | Belarus             | x          | 57,67      | 58,45      | 58,45 |                                        |
| 13    | Alexander Boritschewski   | Russland            | 58,12      | 58,12      | 57,86      | 58,12 |                                        |
| 14    | Ercüment Olgundeniz       | Türkei              | 57,13      | 58,17      | x          | 58,17 |                                        |
| 15    | Abbas Samimi              | Iran                | 57,57      | x          | 56,24      | 57,57 |                                        |
| 16    | Lois Maikel Martinez      | Kuba                | 57,18      | 57,10      | x          | 57,18 |                                        |
| 17    | Igor Primc                | Slowenien           | 55,70      | 56,33      | 55,43      | 56,33 |                                        |
| 18    | Omar Ahmed el-Ghazaly     | Ägypten             | x          | 55,53      | 55,27      | 55,53 |                                        |
| 19    | Shaka Sola                | Samoa               | 50,36      | 51,10      | 50,97      | 51,10 |                                        |
| DOP   | Róbert Fazekas            | Ungarn              | 63,88      | 68,10      | –          | 68,10 | für das Finale zugelassen              |

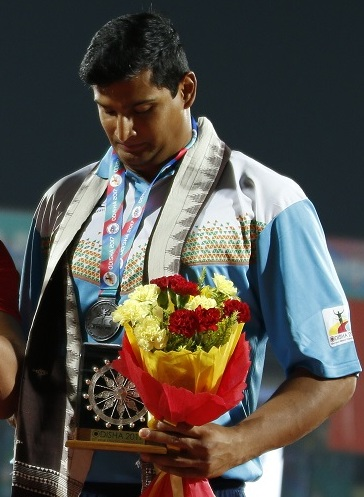
Vikas Shive Gowda – ausgeschieden mit 61,39 m

Weitere in Qualifikationsgruppe B ausgeschiedene Werfer:

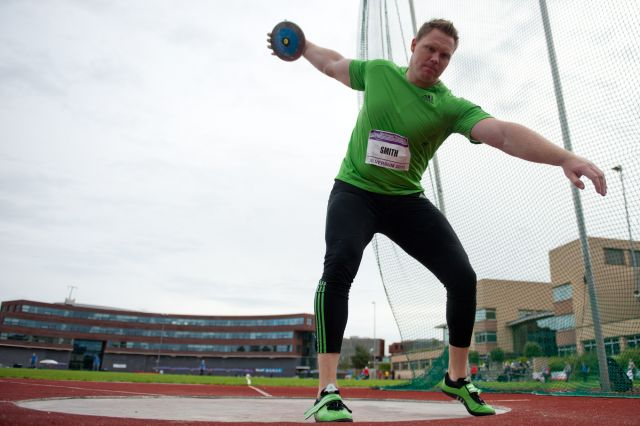
Rutger Smith – 61,11 m
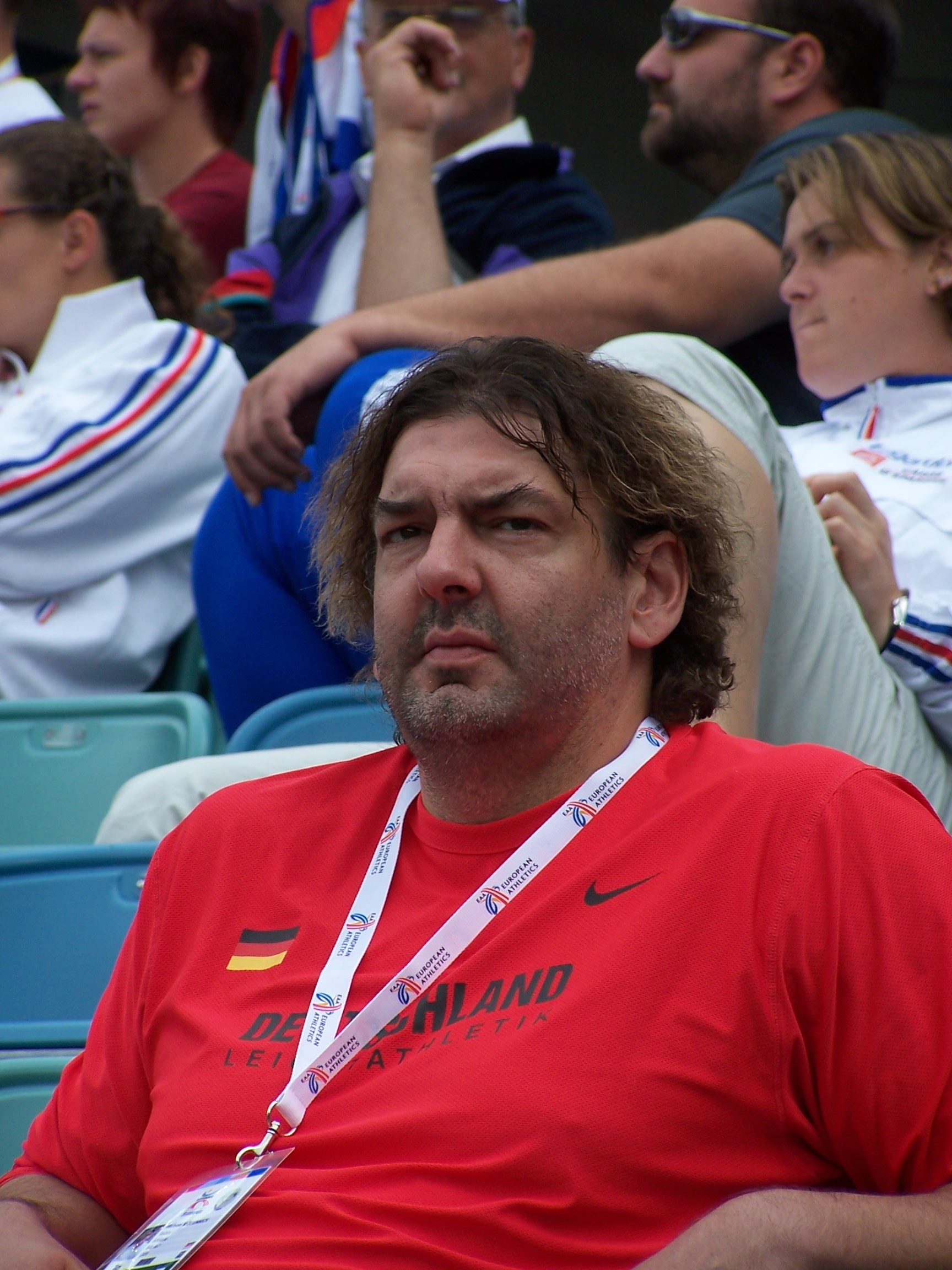
Michael Möllenbeck – 59,79 m

## Finale
23. August 2004, 20:20 Uhr
| Platz | Name               | Nation      | 1. Versuch | 2. Versuch | 3. Versuch | 4. Versuch                                    | 5. Versuch                                    | 6. Versuch                                    | Endresultat | Anmerkung |
| ----- | ------------------ | ----------- | ---------- | ---------- | ---------- | --------------------------------------------- | --------------------------------------------- | --------------------------------------------- | ----------- | --------- |
| 1     | Virgilijus Alekna  | Litauen     | 69,89 OR   | x          | x          | x                                             | 69,49                                         | x                                             | 69,89       | OR        |
| 2     | Zoltán Kővágó      | Ungarn      | 57,31      | 66,40      | 66,03      | 67,04                                         | 58,25                                         | x                                             | 67,04       |           |
| 3     | Aleksander Tammert | Estland     | 66,66      | x          | 64,28      | 63,95                                         | 64,04                                         | x                                             | 66,66       |           |
| 4     | Wassil Kapzjuch    | Belarus     | 65,10      | 59,82      | 62,88      | 63,44                                         | 64,89                                         | 63,63                                         | 65,10       |           |
| 5     | Frantz Kruger      | Südafrika   | 64,34      | 61,01      | x          | 62,53                                         | x                                             | 60,73                                         | 64,34       |           |
| 6     | Casey Malone       | USA         | 62,80      | 60,34      | x          | 64,33                                         | 62,73                                         | 63,65                                         | 64,33       |           |
| 7     | Lars Riedel        | Deutschland | x          | 62,80      | x          | –                                             | –                                             | –                                             | 62,80       |           |
| 8     | Hannes Hopley      | Südafrika   | 60,18      | 61,99      | 62,58      | eigentlich zu drei weiteren Würfen berechtigt | eigentlich zu drei weiteren Würfen berechtigt | eigentlich zu drei weiteren Würfen berechtigt | 62,58       |           |
|       |                    |             |            |            |            |                                               |                                               |                                               |             |           |
| 9     | Torsten Schmidt    | Deutschland | x          | 61,18      | 61,10      | nicht im Finale der besten acht Werfer        | nicht im Finale der besten acht Werfer        | nicht im Finale der besten acht Werfer        | 61,18       |           |
| 10    | Libor Malina       | Tschechien  | 57,39      | 58,78      | 58,78      | nicht im Finale der besten acht Werfer        | nicht im Finale der besten acht Werfer        | nicht im Finale der besten acht Werfer        | 58,78       |           |
| 11    | Gabor Mate         | Ungarn      | 57,02      | x          | 57,84      | nicht im Finale der besten acht Werfer        | nicht im Finale der besten acht Werfer        | nicht im Finale der besten acht Werfer        | 57,84       |           |
| DOP   | Róbert Fazekas     | Ungarn      | 70,93      | 66,39      | 69,35      | 68,92                                         | 67,64                                         | –                                             | 70,93       |           |

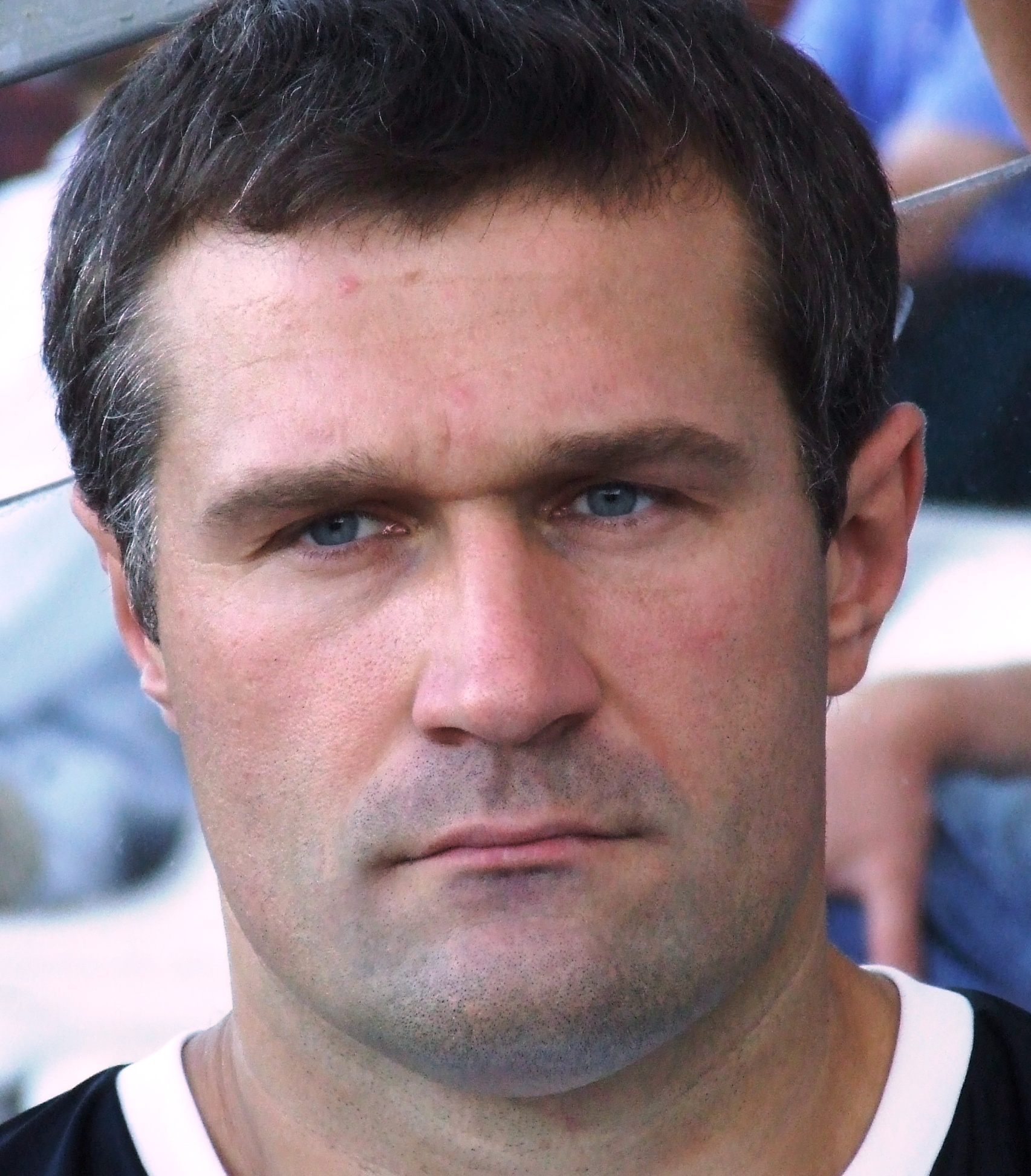
Goldmedaillengewinner Virgilijus Alekna

Für das Finale hatten sich zwölf Athleten qualifiziert, nur zwei von ihnen über die Qualifikationsweite, weitere zehn über ihre Platzierungen. Vertreten waren alle drei Ungarn, zwei Deutsche, zwei Südafrikaner sowie je ein Teilnehmer aus Estland, Litauen, Tschechien, Belarus und den Vereinigten Staaten. Aufgrund der anschließenden Disqualifikation des Ungarn Róbert Fazekas – näher beschrieben im Abschnitt "Doping" oben – kamen allerdings nur elf Werfer in die Wertung.
Der Ausgang der großen Meisterschaften und internationalen Vergleiche der letzten Jahre ließ einen engen Wettkampf erwarten. Die größten Chancen wurden Virgilijus Alekna aus Litauen eingeräumt. Er war der Olympiasieger von 2000, amtierender Weltmeister, Vizeweltmeister von 2001 und Vizeeuropameister von 2002. Seine Hauptrivalen waren der nach dem Wettkampf disqualifizierte Róbert Fazekas sowie der Deutsche Lars Riedel als fünffacher Weltmeister und Olympiasieger von 1996, der allerdings immer wieder von Verletzungen geplagt nicht mehr die Glanzform vergangener Jahre hatte. Weitere Kandidaten für vordere Platzierungen waren der belarussische WM-Dritte Wassil Kapzjuch, der Deutsche Michael Möllenbeck als WM-Fünfter und WM-Dritter von 2001, der Südafrikaner Frantz Kruger und der Este Aleksander Tammert. Möllenbeck war allerdings bereits in der Qualifikation hängen geblieben.
Das Finale entwickelte sich zu einem Zweikampf zwischen den Favoriten Alekna und dem später dopingbedingt disqualifizierten Fazekas. Gleich im ersten Durchgang gelangen ihnen Würfe auf 69,89 m (Olympiarekord für Alekna) und 70,93 m (Fazekas). Tammert war Dritter mit 66,66 m vor Kapzjuch – 65,10 m – und Kruger – 64,34 m. Damit hatten diese fünf Werfer ihre besten Weiten für diesen Wettkampf bereits erzielt. Doch es gab noch eine Änderung dieses Zwischenstandes. Nachdem er mit seinem zweiten Wurf bereits 66,40 m geworfen hatte, erzielte der Ungar Zoltán Kővágó in Runde vier 67,04 m, womit er sich hinter Fazekas und Alekna auf Rang drei schob. Dem Litauer gelangen in seinem fünften Wurf noch einmal 69,49 m. Damit bestätigte er nach drei ungültigen Versuchen noch einmal seine Klasse. Sein letzter Wurf war dann wieder ungültig. Riedel hatte sich zwar für das Finale der besten Acht qualifizieren können, trat jedoch verletzungsbedingt nach seinen ersten drei Würfen nicht mehr an.
Virgilius Alekna wiederholte damit seinen Olympiasieg von 2000 in Sydney, denn Fazekas wurde bei seinem anschließenden Betrugsversuch während der Dopingkontrolle entlarvt und disqualifiziert. Zoltán Kővágó gewann die Silbermedaille, Bronze ging an Aleksander Tammert. Vierter wurde Wassil Kapzjuch vor Frantz Kruger und dem US-Amerikaner Casey Malone. Lars Riedel belegte am Ende Platz sieben.

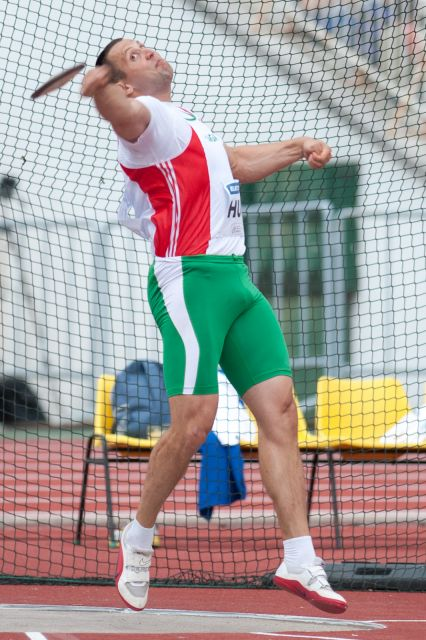
Silbermedaillengewinner Zoltán Kővágó
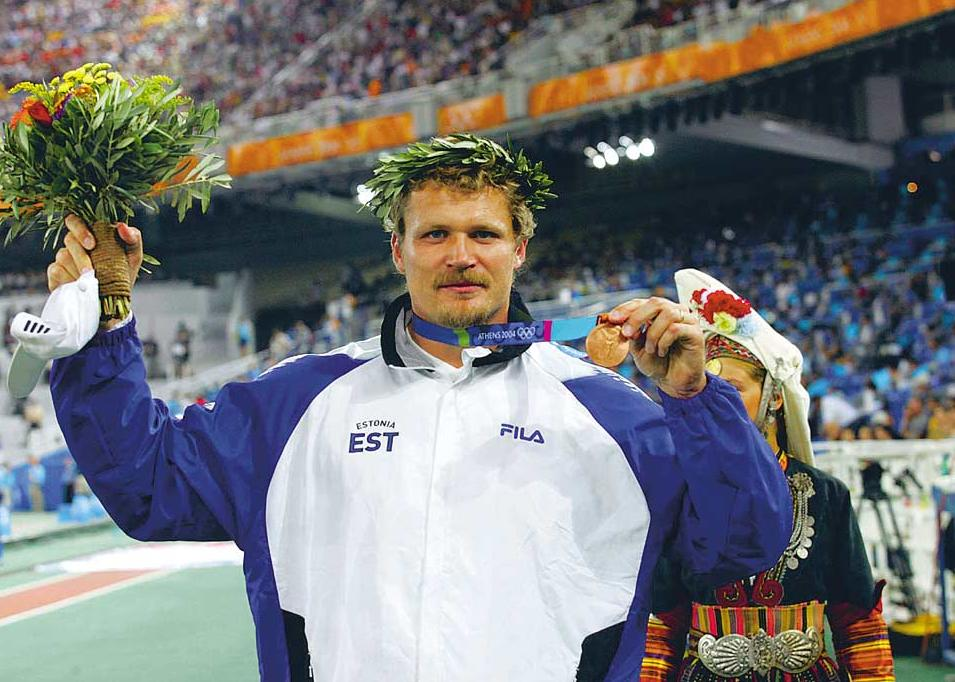
Bronzemedaillengewinner Aleksander Tammert
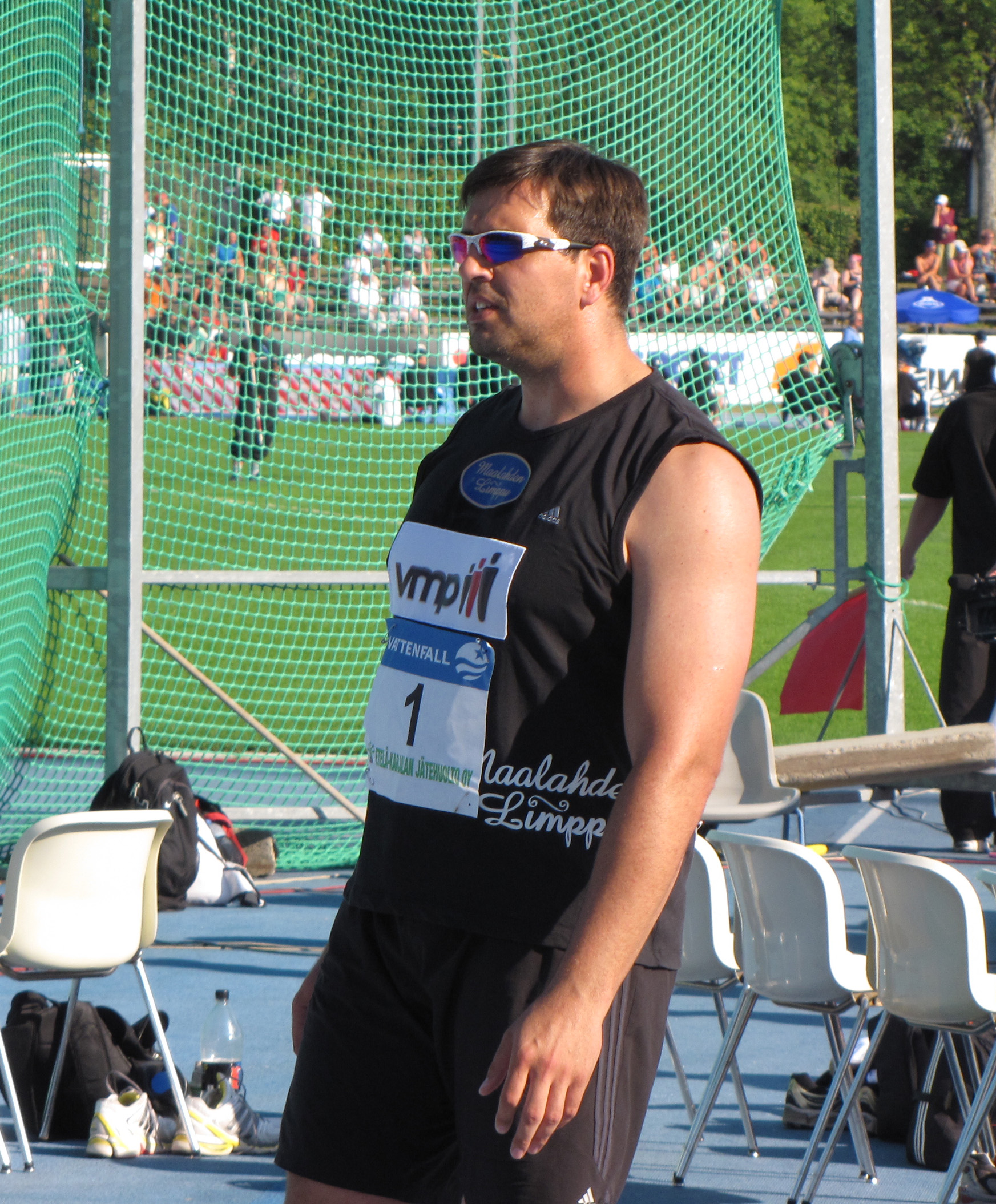
Frantz Kruger belegte im Finale Rang fünf
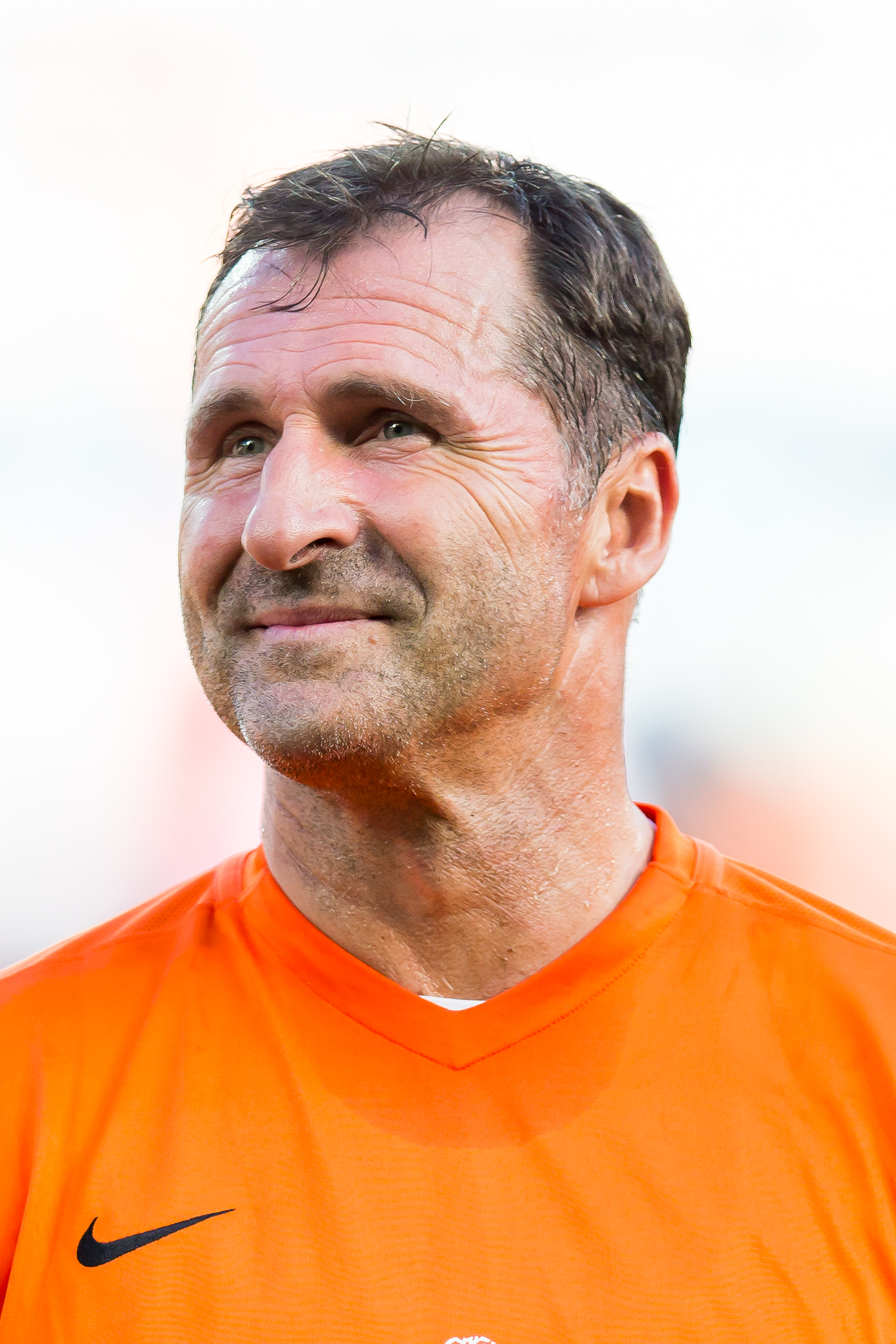
Lars Riedel (Foto: 2016) wurde Olympiasiebter

## Videolinks
- 2004 Olympics Men's Discus Throw - 1st - Virgilijus Alekna, youtube.com, abgerufen am 21. Februar 2022
- 2004 Olympics Men's Discus Throw - 3rd - Aleksander Tammert, youtube.com, abgerufen am 21. Februar 2022
- Discus Throw Mens Olympics 2004 Athens, youtube.com, abgerufen am 1. Mai 2018